# アスピス (メナンドロス)
『アスピス』（希: Ἀσπίς, Aspis）は、古代ギリシアの作家メナンドロスによるギリシア喜劇の1つ。『盾（楯）』（たて）等とも。
主人であるクレオストラトスが戦死したと早合点し、彼に託された戦利品と楯を持って一足先に帰ってきた忠実な奴隷ダーオス。そんな彼と、クレオストラトスの財産と妹を狙う伯父スミークリネース、それを防ごうとするその弟カイレストラトス等が絡みながら、物語が進展していく。
欠損が激しい。上演年代は分からない。

## 日本語訳
- 『ギリシア喜劇全集5』 岩波書店、2009年
- 『ギリシア喜劇全集2』 人文書院、1961年